# Dwudusznicy
Dwudusznicy (ukr. двоєдушник) – w polskiej i zachodnioukraińskiej tradycji osoby urodzone z dwiema duszami (ludzką i demoniczną) lub dwoma sercami i z tego tytułu obdarzone demonicznymi właściwościami. Wśród dwuduszników pojawiają się wąpierze, zmory, wilkołaki, wiedźmy i osoby z urocznymi oczami, a także wodniki.